# Le Souffle du serpent
Pour plus de détails, voir Fiche technique et Distribution.
Le Souffle du serpent (Them That Follow) est un thriller américain écrit et réalisé par Britt Poulson et Dan Madison Savage, sorti en 2019.

## Synopsis
Au fin fond des Appalaches, la jeune fille d'un pasteur pentecôtiste, Mara, est courtisée par deux hommes : l'un des paroissiens, Garret, et un autre homme qui a quitté l'église, Augie. Son père, Lemuel, dirige une communauté de croyants qui manipulent le venin de serpents afin de montrer leur courage et faire leurs preuves devant Dieu. Enceinte d'Augie, et poussée par les religieux, Mara accepte d'épouser Garret. Un jour, alors qu'il tente de charmer un serpent, un mineur décède. Afin de protéger sa secte, Lemuel demande à Garret de prétendre que les reptiles lui appartiennent. Pendant ce temps, avant son mariage, Mara est auscultée par la mère d'Augie, Hope, qui découvre qu'elle n'est plus vierge et qu'elle porte un enfant en elle. Cette dernière décide de se taire auprès de Lemuel et Garret mais elle oblige son fils à se repentir. Mais l'étau se resserre petit à petit autour du couple interdit, lorsque Augie se fait mordre à son tour et quand Garret surprend sa future épouse avec lui. Alors que son secret est dévoilé à son père et la secte, elle donne son accord pour faire face à son tour à leur tradition meurtrière afin de se purifier...

## Fiche technique
- Titre : Le Souffle du serpent
- Titre original : Them That Follow
- Réalisation et scénario : Britt Poulton et Dan Madison Savage
- Montage : Joshua Raymond Lee
- Musique : Garth Stevenson
- Photographie : Brett Jutkiewicz
- Production : Gerard Butler, Bradley Gallo, Michael A. Helfant, Danielle Robinson et  Alan Siegel
- Sociétés de production : Amasia Entertainment et G-BASE
- Société de distribution : Amasia Entertainment et 1091 Media
- Pays de production :  États-Unis
- Langue originale : anglais
- Format : couleur
- Genre : thriller
- Durée : 98 minutes
- Dates de sortie  :
  - États-Unis : 
    - 27 janvier 2019 (Festival du film de Sundance)
    - 2 août 2019 (sortie nationale)

  - France : 2 décembre 2019

## Distribution
- Olivia Colman (VFB : Valérie Marchant) : Hope Slaughter, mère d'Augie
- Alice Englert (VFB : Julie Dieu) : Mara Childs
- Kaitlyn Dever (VFB : Manon Delauvaux) : Dilly Picket, amie de Mara
- Walton Goggins (VFB : Franck Dacquin) : Lemuel Childs, pasteur et père Mara
- Lewis Pullman (VFB : Grégory Praet) : Garret, époux de Mara
- Thomas Mann (VFB : Alexandre Crépet) : Augie, amoureux de Mara
- Jim Gaffigan (VFB : Stany Mannaert) : Zeke, père d'Augie
- Connor Daniel Lysholm : Jace

doublage francophone
- Société de doublage : Dubbing Brothers Belgique
- Direction artistique : Jean-Pierre Denuit
- Adaptation des dialogues : R. Freytt et O. Lips

Source : Carton de doublage sur la vidéo en VOD